# Cascera muscosa
Cascera muscosa är en fjärilsart som beskrevs av Walker 1865. Cascera muscosa ingår i släktet Cascera och familjen tandspinnare. Inga underarter finns listade i Catalogue of Life.